# آر ۶۶ و آر ۱۲۶
آر ۶۶ و آر ۱۲۶ (به انگلیسی: R 66 and R 126) دو ستاره فراغول در ابر ماژلانی بزرگ هستند.
تلسکوپ فضایی اسپیتزر ناسا، با استفاده از فروسرخ، در چند قرص غباری بسیار بزرگ در نزدیک‌ترین کهکشان به کهکشان راه شیری، ابر ماژلانی بزرگ، دو ستارهٔ فراغول یا ابرابرغول غول آسا یافته‌است. این دو ستاره که آر ۶۶ و آر ۱۲۶ نام دارند، در چند قرص غباری غول آسای جداگانه که دو زایشگاه سیاره‌ای هستند و به دورشان در حال گردش اند، قرار دارند. این یافته‌ها موجب شگفتی اخترشناسان شد زیرا تا پیش از کشف آن‌ها تصور بر این بود که ستارگانی چنین بزرگ و پرجرم میزبانان خوبی برای زیست فرازمینی نیستند. 
این ستارگان بسیار پرجرم، بسیار داغ و درخشان اند و بادهایی چنان نیرومند دارند که روند شکل گیری سیارات را با مشکل مواجه می‌کنند. با کشف این قرص‌های غباری تصور اخترشناسان از شکل گیری سیارات تا حدودی دگرگون شد زیرا آنان می‌پنداشتند که امکان تشکیل سیارات در پیرامون چنین ستارگان خشنی وجود ندارد، اما با این کشف آنان فهمیدند که فرایند تولد سیارات جان سخت تر از آن چیزی است که تصور می‌کردند، زیرا می‌تواند حتی در پیرامون چنین ستارگان خشنی هم رخ بدهد.
قرص‌های غبار اطراف ستارگان نشانی از سیارات فعلی یا منظومه‌های سیاره‌ای آینده‌اند. هم‌اکنون به دور خورشید هم قرصی نازک از بقایای سیاره سازی، به نام کمربند کویی پر، در گردش است که دارای غبار، دنباله دارها و اجرام بزرگ تری مانند سیاره پلوتون است.
یک سال پیش از کشف این ستاره، اخترشناسانی که با تلسکوپ فضایی اسپیتزر کار می‌کردند خبر از کشف منظومه‌ای مینیاتوری در اطراف یک کوتوله قهوه‌ای دادند. پیش از این هم منظومه‌هایی در اطراف ستاره‌هایی با جرم ۵ جرم خورشیدی یافته شده بودند. این بار نتایج اسپیتزر، گسترهٔ ستارگان میزبان سامانه ستاره‌ای را وسعت بخشید. این تلسکوپ قرص‌های بزرگی از غبار در اطراف دو ستاره آر ۶۶ و آر ۱۲۶ در نزدیک‌ترین همسایهٔ راه شیری، یعنی ابر ماژلانی بزرگ، کشف کرده‌است. این ستارگان که فراغول نام دارند به ردهٔ طیفی O که داغ‌ترین و پرجرم‌ترین ستارگان هستند تعلق دارند. این دو به ترتیب جرمی برابر ۳۰ و ۷۰ جرم خورشیدی دارند. اگر در سامانه خورشیدی به جای خورشید چنین ستاره‌ای قرار می‌گرفت تمام سیارات داخلی و زمین را در خود فرو می‌برد. همچنین قرص غبار اطرافشان تا حدود ۶۰ برابر فاصله پلوتو تا خورشید گسترده شده‌است. احتمالاً جرم ماده جمع شده در این قرص حدود ده برابر جرم ماده در کمربند کویی پر است. 
ستاره‌هایی چنین پرجرم عمر طولانی ندارند. آنان همهٔ سوخت هسته‌ای خود را در عرض چندین سال به پایان می‌رسانند و با انفجار ابرنواختری بزرگی به زندگیشان پایان می‌دهند. به هر حال اگر سیاره‌ای در اطراف آن‌ها شکل بگیرد و دوام بیاورد زندگی کوتاه اما مهیجی خواهد داشت. 